# Vallée de l'Avance
Vallée de l'Avance este o arie protejată (sit de importanță comunitară — SCI) din Franța întinsă pe o suprafață de 179 ha, integral pe uscat.

## Localizare
Centrul sitului Vallée de l'Avance este situat la coordonatele 44°12′44″N 0°08′16″E / 44.21232°N 0.1377°E.

## Înființare
Situl Vallée de l'Avance a fost declarat arie specială de conservare în baza directivei 92/43 din 1992 referitoare la conservarea habitatelor naturale și a faunei și florei sălbatice pentru a proteja 17 specii de animale.

## Biodiversitate
Situată în ecoregiunea atlantică, aria protejată conține 8 habitate naturale: Peșteri inaccesibile publicului, Păduri de stejar galițio-portugheze cu Quercus robur și Quercus pyrenaica, Păduri acidofile de stejar bătrân cu Quercus robur pe câmpii nisipoase, Pajiști umede atlantice temperate cu Erica ciliaris și Erica tetralix, Pajiști uscate europene, Păduri aluvionare cu Alnus glutinosa și Fraxinus excelsior (Alno-Padion, Alnion incanae, Salicion albae), Păduri pe pante, grohotișuri și ravene de Tilio-Acerion, Lacuri eutrofice naturale cu vegetație de tip Magnopotamion sau Hydrocharition.
La baza desemnării sitului se află mai multe specii protejate:
- mamifere (8): vidră de râu (Lutra lutra), liliac cu aripi lungi (Miniopterus schreibersii), nurcă (Mustela lutreola), liliac cărămiziu (Myotis emarginatus), liliac comun (Myotis myotis), liliacul mediteranean cu potcoavă (Rhinolophus euryale), liliacul mare cu potcoavă (Rhinolophus ferrumequinum), liliacul mic cu potcoavă (Rhinolophus hipposideros)
- nevertebrate (3): Austropotamobius pallipes, Coenagrion mercuriale, Coenonympha oedippus
- pești (5): zglăvoacă (Cottus gobio), Cottus perifretum, cicar (Lampetra planeri), Parachondrostoma toxostoma, boarță (Rhodeus amarus)
- reptile (1): țestoasa de baltă (Emys orbicularis)

Pe lângă speciile protejate, pe teritoriul sitului au mai fost identificate 4 specii de plante, 1 specie de amfibieni, 1 specie de mamifere, 1 specie de pești.